# Oneirodes schmidti
Oneirodes schmidti är en fiskart som först beskrevs av Regan och Ethelwynn Trewavas 1932.  Oneirodes schmidti ingår i släktet Oneirodes och familjen Oneirodidae. IUCN kategoriserar arten globalt som livskraftig. Inga underarter finns listade i Catalogue of Life.